# سوقومون سیرانیان
سوقومون گابریلی سیرانیان (سیرانوف) (ارمنی: Սողոմոն Գաբրիելի Սեյրանյան (Սեյրանով)؛  زادهٔ ۳ سپتامبر ۱۹۰۷ - درگذشته ۶ مهٔ ۱۹۷۴) موسیقی‌دان اهل ارمنستان است.

## زندگی‌نامه
وی در ۳ سپتامبر ۱۹۰۷ در باکو به دنیا آمد . وی همچنین برنده جوایزی همچون هنرمند مردمی ارمنستان شوروی و نشان برجسته افتخار شد. وی در ۶ مهٔ ۱۹۷۴ در سن ۶۶ سالگی در ایروان درگذشت